# 1748 na literatura

## Nascimentos
| Data      | Nome             | Profissão                                        | Nacionalidade | Observações | Ref |
| --------- | ---------------- | ------------------------------------------------ | ------------- | ----------- | --- |
| 7 de Maio | Olympe de Gouges | feminista, revolutionária, jornalista, escritora | França        | m. 1793     |     |

## Mortes
| Data | Nome | Profissão | Nacionalidade | Observações | Ref |
| ---- | ---- | --------- | ------------- | ----------- | --- |